# Từ Độ
Từ Độ (chữ Hán: 徐度, 509 – 568), tên tự là Hiếu Tiết, người An Lục, Hồ Bắc, tướng lĩnh nhà Trần thời Nam Bắc triều trong lịch sử Trung Quốc.

## Thời nhà Lương

### Trước loạn Hầu Cảnh
Gia tộc của Từ Độ nhiều đời sinh sống ở Kiến Khang. Từ nhỏ ông đã tỏ ra lỗi lạc, không câu nệ tiểu tiết. Khi lớn, ông có tướng mạo khôi vĩ, ham thích uống rượu đánh bạc. Ông thường sai những đứa trẻ theo hầu làm việc cho kẻ bán rượu.
Thủy Hưng nội sử Tiêu Giới nhà Lương đến quận, Từ Độ đi theo, được lĩnh sĩ tốt, đánh các sơn động, nhờ kiêu dũng mà nổi danh. Trần Bá Tiên đánh Giao Chỉ, dùng hậu lễ vời đến, ông nhận lời.

### Trong loạn Hầu Cảnh
Trong loạn Hầu Cảnh, Trần Bá Tiên đánh Quảng Châu, bình Thái Lộ Dưỡng, phá Lý Thiên Sĩ, kế hoạch phần nhiều là của Từ Độ. Ông kiêm quản binh giáp, mỗi lần ra trận đều lập công.
Từ Độ đưa quân quay về Bạch Mao loan, được Lương Nguyên Đế phong làm Ninh Sóc tướng quân, Hợp Châu thứ sử.

### Sau loạn Hầu Cảnh
Sau loạn Hầu Cảnh, triều đình xét lại những chiến công trước sau, gia chức cho ông làm Thông trực tán kỵ thường thị, phong tước Quảng Đức huyện hầu, thực ấp 500 hộ. Sau đó lại dời sang làm Tán kỵ thường thị.
Khi Trần Bá Tiên giữ Chu Phương, lấy Độ làm Tín Vũ tướng quân, Lan Lăng thái thú. Con trai Bá Tiên là Trần Xương đến Kinh Châu, Từ Độ lĩnh quân đi theo. Giữa đường, nghe tin Giang Lăng bị quân Tây Ngụy chiếm mất, họ quay về.
Khi Trần Bá Tiên tập kích Vương Tăng Biện, Từ Độ cùng Hầu An Đô nắm thủy quân.
Năm Thiệu Thái đầu tiên (555) nhà Lương, Trần Bá Tiên tiến về phía đông thảo phạt Đỗ Kham, mời Lương Kính Đế dời ra Kinh Khẩu, lấy Từ Độ lĩnh quân túc vệ và coi sóc mọi việc trong phủ đệ của mình. Từ Tự Huy, Nhậm Ước biết tin, đưa quân đến đánh, Bá Tiên cùng Kính Đế quay về kinh sư.
Khi ấy Từ – Nhậm ở thành Thạch Đầu, trên đường Nam lộ là nơi chợ búa có nhiều dân cư, cách đài thành không xa. Trần Bá Tiên sợ quân địch lấy được chỗ ấy, bèn sai Từ Độ đến giữ chùa Dã Thành, đắp lũy ngăn đường. Từ – Nhậm đưa quân đến đánh, không thắng được. Bá Tiên đi cứu, đánh cho quân địch đại bại.
Năm sau, Từ Tự Huy đưa quân Bắc Tề vào cướp Tế Giang, Từ Độ theo quân phá địch ở đàn Bắc Giao. Ông nhờ công được phong làm Tín Uy tướng quân, Dĩnh Châu thứ sử, kiêm lĩnh Ngô Hưng thái thú. Sau đó Từ Độ lại dời sang làm Hữu tướng quân, Lĩnh quân tướng quân, Từ Châu Duyên Giang chư quân sự, Trấn Bắc tướng quân, Nam Từ Châu thứ sử, cấp 1 bộ nhạc Cổ Xuy.
Khi Chu Văn Dục, Hầu An Đô và con trai của Từ Độ là Kính Thành thảo phạt Vương Lâm thất bại, đều bị bắt sống, Trần Bá Tiên bèn lấy ông làm Tiền quân đô đốc, đóng quân ở Nam Lăng.

## Thời nhà Trần
Trần Văn Đế lên ngôi, Từ Độ dời sang làm Thị trung, Trung phủ quân tướng quân, Khai phủ Nghi đồng tam tư, tiến tước làm công. Ông chưa nhận chức, đã ra làm Sứ trì tiết, Tán kỵ thường thị, Trấn Đông tướng quân, Ngô Quận thái thú, Năm Thiên Gia đầu tiên (560), ông được tăng thực ấp thêm 1000 hộ.
Nhờ bình Vương Lâm có công, Từ Độ được đổi phong làm Tương Đông quận công, thực ấp 4000 hộ. Năm Thiên Gia thứ 2 (561), ông chuyển sang làm Thị trung, Trung quân tướng quân. Từ Độ ra làm Sứ trì tiết, đô đốc Hội Kê, Đông Dương, Lâm Hải, Vĩnh Gia, Tân An, Tân Trữ, Tín An, Tấn An, Kiến An 9 quận chư quân sự, Trấn Đông tướng quân, Hội Kê thái thú. Ông chưa lên đường thì Thái úy Hầu Thiến đã mất ở Tương Châu. Triều đình bèn lấy Từ Độ thay Hầu Thiến làm đô đốc Tương, Nguyên, Vũ, Ba, Dĩnh, Quế 6 châu chư quân sự, Trấn Nam tướng quân, Tương Châu thứ sử. Về sau, ông lại chuyển về làm Thị trung, Trung quân đại tướng quân, Nghi đồng, Cổ xuy như trước.
Khi Trần Văn Đế băng, Từ Độ được dự vào hàng Cố mệnh đại thần, đem theo 50 người giáp trượng đầy đủ vào giữ trong điện tỉnh. Trần Phế Đế lên ngôi, ông được tiến vị làm Tư không.
Hoa Kiểu ở Tương Châu làm phản, đưa thủy quân xuống Độn Khẩu, cùng quân triều đình đối địch. Triều đình lấy Từ Độ làm Sứ trì tiết, Xa kỵ tướng quân, Tổng đốc bộ quân, từ quận An Thành theo đường núi ra Tương Đông, tập kích Tương Châu, bắt sạch người nhà của phản quân rồi trở về.
Năm Quang Đại thứ 2 (568), Từ Độ qua đời, hưởng thọ 60 tuổi. Triều đình truy tặng ông làm Thái úy, ban cho 20 thanh kiếm, thụy là Trung Túc. Năm Thái Kiến thứ 4 (572), ông được vào thờ trong miếu đình của Trần Vũ Đế.
Con trai của ông là Từ Kính Thành kế thừa tước vị.

## Trước tác
Tác phẩm duy nhất của Từ Độ là Khước tảo biên, ghi chép điển chương chế độ, dật sự nhân vật đời Lưu Tống. Bản gần nhất được ấn hành vào năm 1936, bởi Nhà xuất bản Thương Vụ Ấn Thư Quán.